# コロンジュ＝ラ＝ルージュ
コロンジュ＝ラ＝ルージュ （Collonges-la-Rouge、オック語:Colonjas）は、フランス、ヌーヴェル＝アキテーヌ地域圏、コレーズ県のコミューン。『25の塔のまち』（cité aux vingt-cinq tours）という別称をもつ。

## 地理

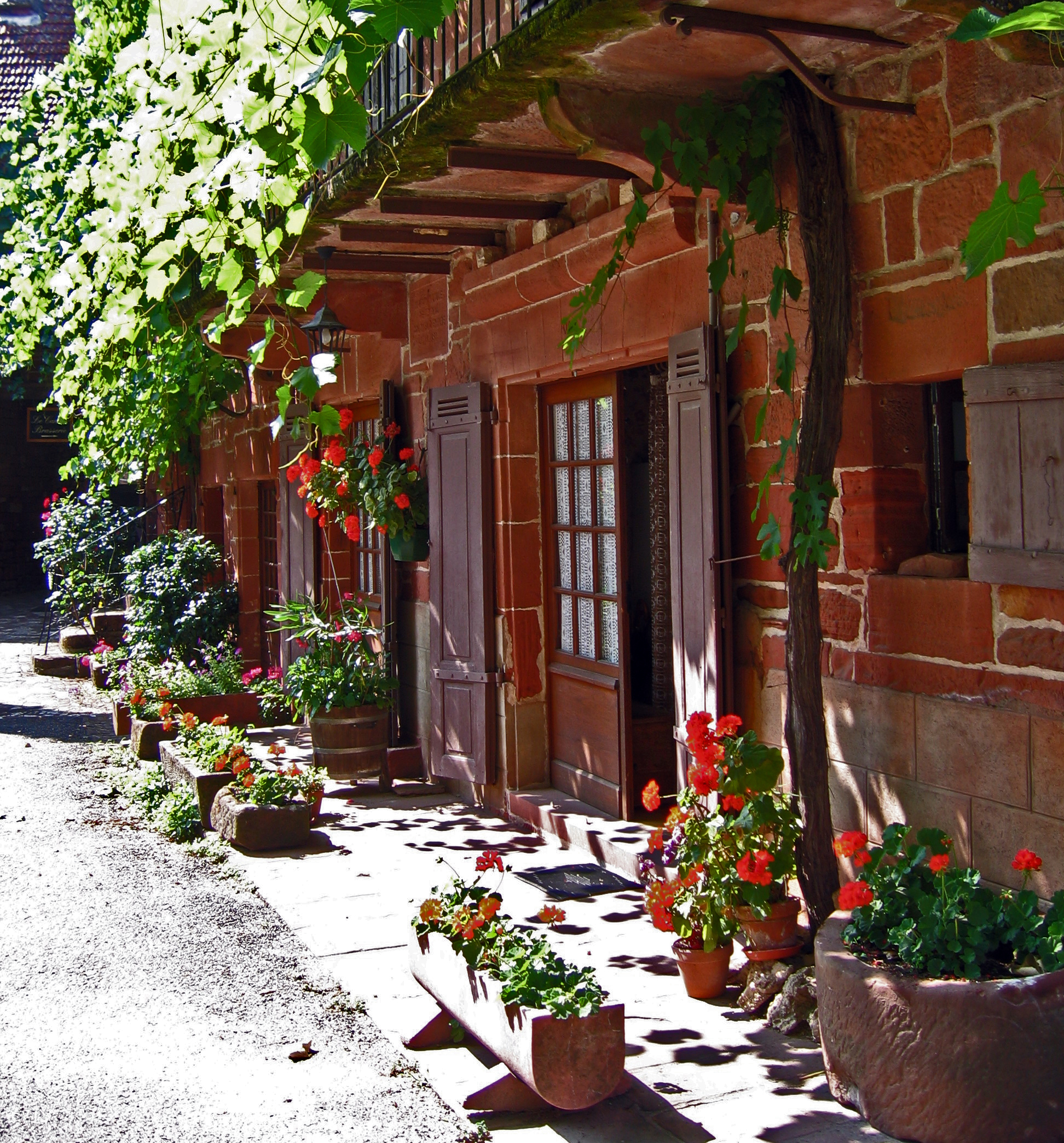

コロンジュ＝ラ＝ルージュには、ブリーヴ＝ラ＝ガイヤルドから車かバスで県道38号線を通って行くことができる。
乗用車用駐車場が2箇所あるがしばしば満車になる。キャンピングカーも駐車料金が必要である。
銀行や金融機関の代理店はない。郵便局はコミューンになく、郵便ポストが2箇所にある。

## 経済
村の経済は主に観光産業（商店と飲食店の収入）から成り立っている。そして小さいながらに有名な村には年間70万人も観光客が押し掛け、村民は観光公害に悩まされている。村の一帯に広がる赤い土、コロンジュ土を用いて焼き物が作られている。

## 由来
1067年、コロンジアム（Colongiam）と名が記された。
フランス国内にはコロンジュ（Collonges）、クーロンジュ（Coulonges）、コランジュ（Collanges）という地名が多く見られるが、これはColonicasとColonicaeから派生している。これら地名は全て後期ラテン語のColonicas（入植者の耕作地）に由来した、封建法の言葉であった。後に『農場』を意味した。
言語学者アルベール・ドーザとシャルル・ロスタンによると、さらに古いColonia romana（ローマ人入植地、fr）を意味するcoloniaと混同してはならないとする。

## 歴史

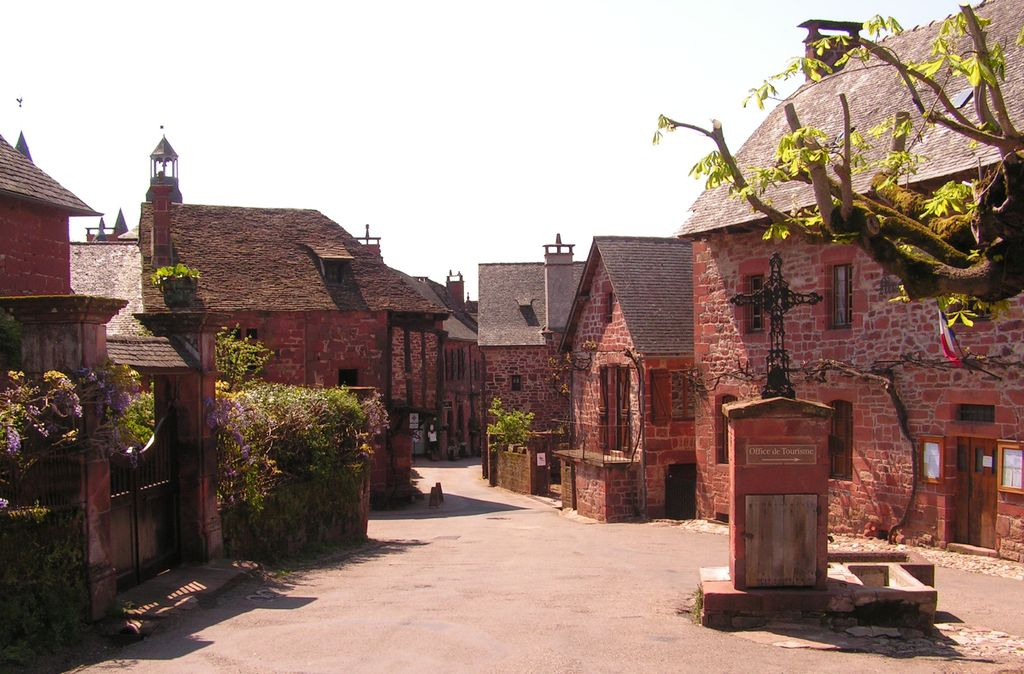
広場

8世紀、リモージュ伯ロジェの寄進により、ポワトゥーにあるサン・ソヴール修道院の修道士たちがこの地に小修道院を建てた。844年、小修道院はテュレンヌ子爵領に併合され、居住する農民、職人、商人たちがその庇護下に入った。城壁で保護された囲い地内で、庶民たちのコミュニティは繁栄した。ロカマドゥールを経由してやってくる、サンティアゴ・デ・コンポステーラの巡礼路を目指す巡礼者たちを受け入れることは、収入を持続的にもたらす源となった。1308年、テュレンヌ子爵は町に憲章を授けた。高、中、庶民の各裁判所が置かれた。町に検察官、弁護士、公証人といった階級が生まれた。次第に囲い地は住民を住まわせるには手狭となった。郊外が生まれた。東のヴェリー地区、オートフォール地区、フォール地区、ギタルディー地区である。
ユグノー戦争中のコロンジュは総じて平穏であった。教会の2つの身廊は、カトリックとプロテスタント両方の信仰の場として交互に使われていたのである。ユグノー戦争後、貴族の遺産の再建は、子爵領の復活と一致した。子爵領の官吏となった貴族の時代であった。1738年、子爵の家系が途絶えて領地がフランス王領に売却されると、財政的な特権の終わりを迎えた。そしてフランス革命で小修道院建物が壊され、町は19世紀初頭に短期間の繁栄を経験した。コロンジュは次第に人口を減らし、村は石の採石場に変わっていった。
20世紀初頭、数名のコロンジュ住民たちがコロンジュの友協会を設立した。1969年、コミューンはコロンジュ＝ラ＝ルージュに改名した。

## 人口統計
| 1962年 | 1968年 | 1975年 | 1982年 | 1990年 | 1999年 | 2006年 | 2011年 |
| ------ | ------ | ------ | ------ | ------ | ------ | ------ | ------ |
| 401    | 375    | 360    | 379    | 381    | 413    | 450    | 475    |

参照元:1999年までEHESS、2004年以降INSEE

## 史跡
村の建物は赤い砂岩で建てられている（村の名の由来となっている）。周りを取り巻くブドウ畑やクリの木の緑と対照的である。リモージュ伯の寄進によって8世紀にサン・ソヴール修道院の教区教会となったことが知られている。
村はフランスの最も美しい村に登録されている。1965年から1996年までコロンジュの村長であったシャルル・セラックは、1982年にフランスの最も美しい村協会を創設した。コロンジュは設立当初から登録されている。リムーザン地域圏内で最も人々が訪れる場所である。
- メゾン・ド・シレーヌ - 16世紀
- 小修道院 - 16世紀
- サン・ピエール教会 - 11世紀、12世紀、15世紀の建築。ユグノー戦争中に防衛が強化されている。

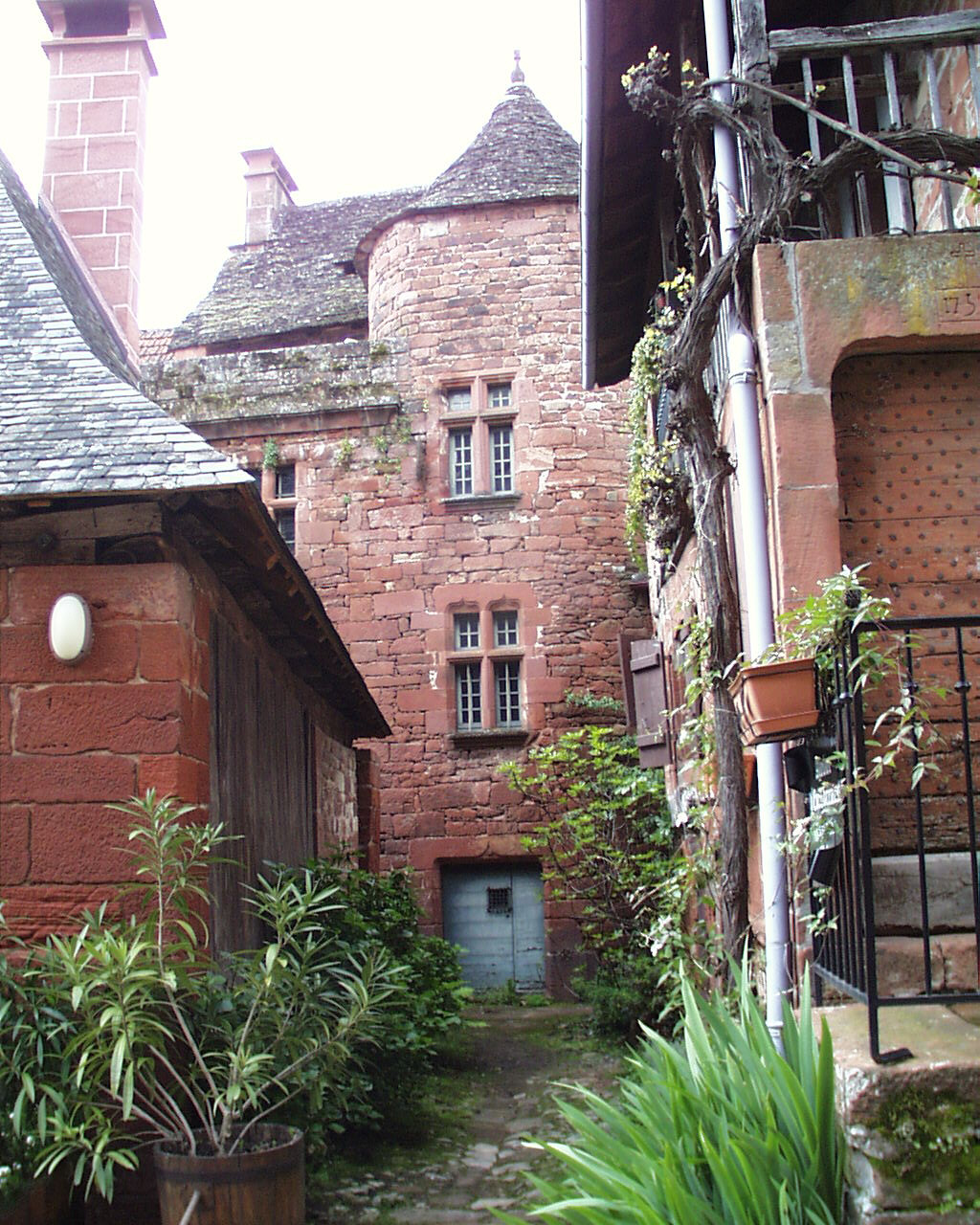
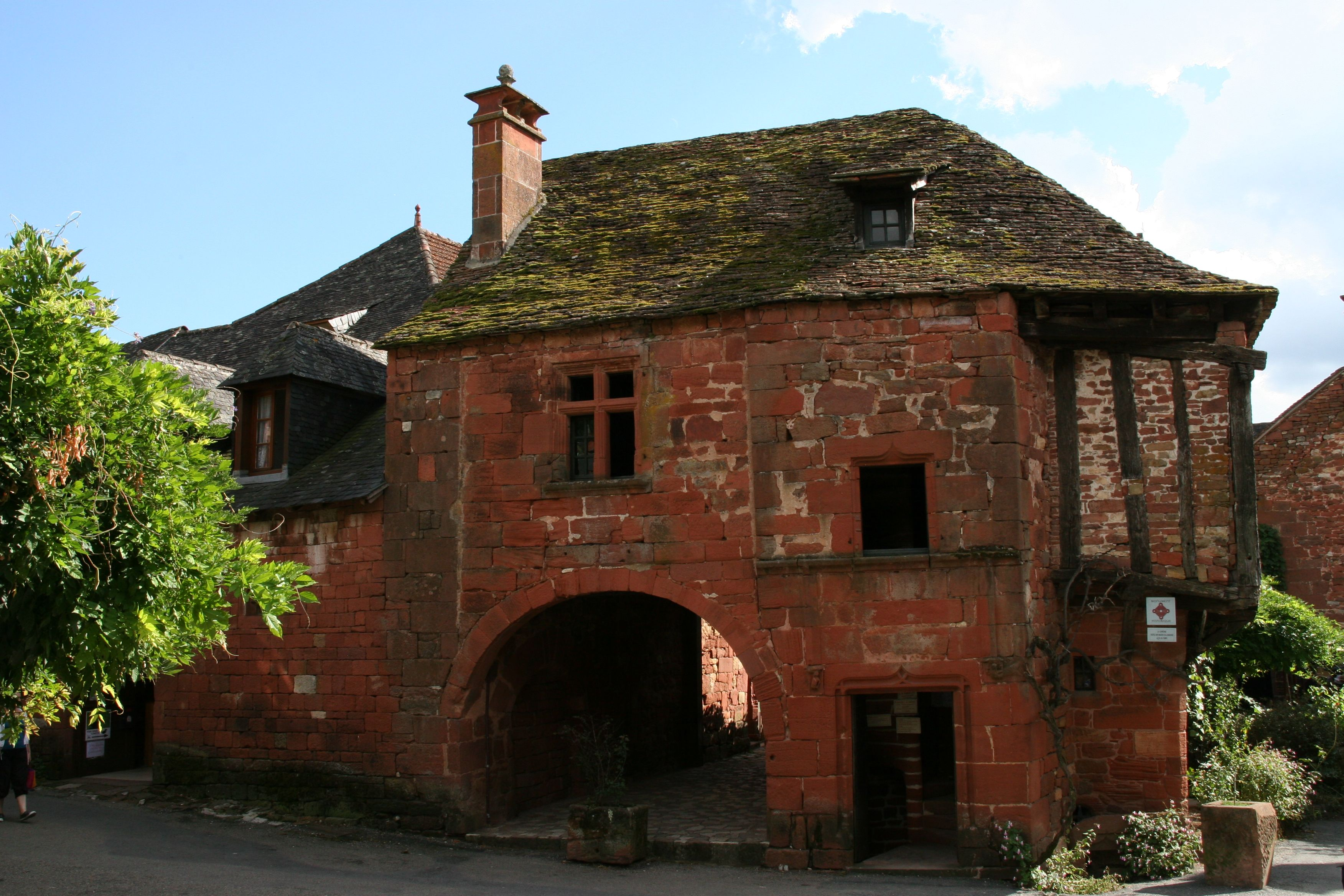
メゾン・ド・シレーヌ
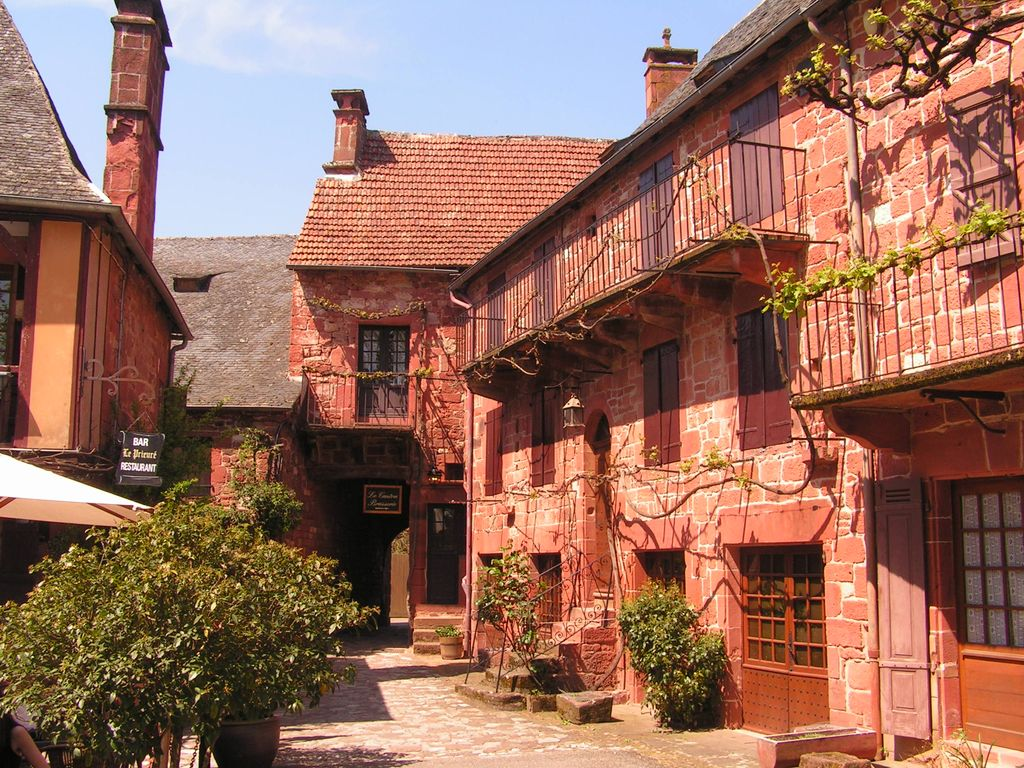
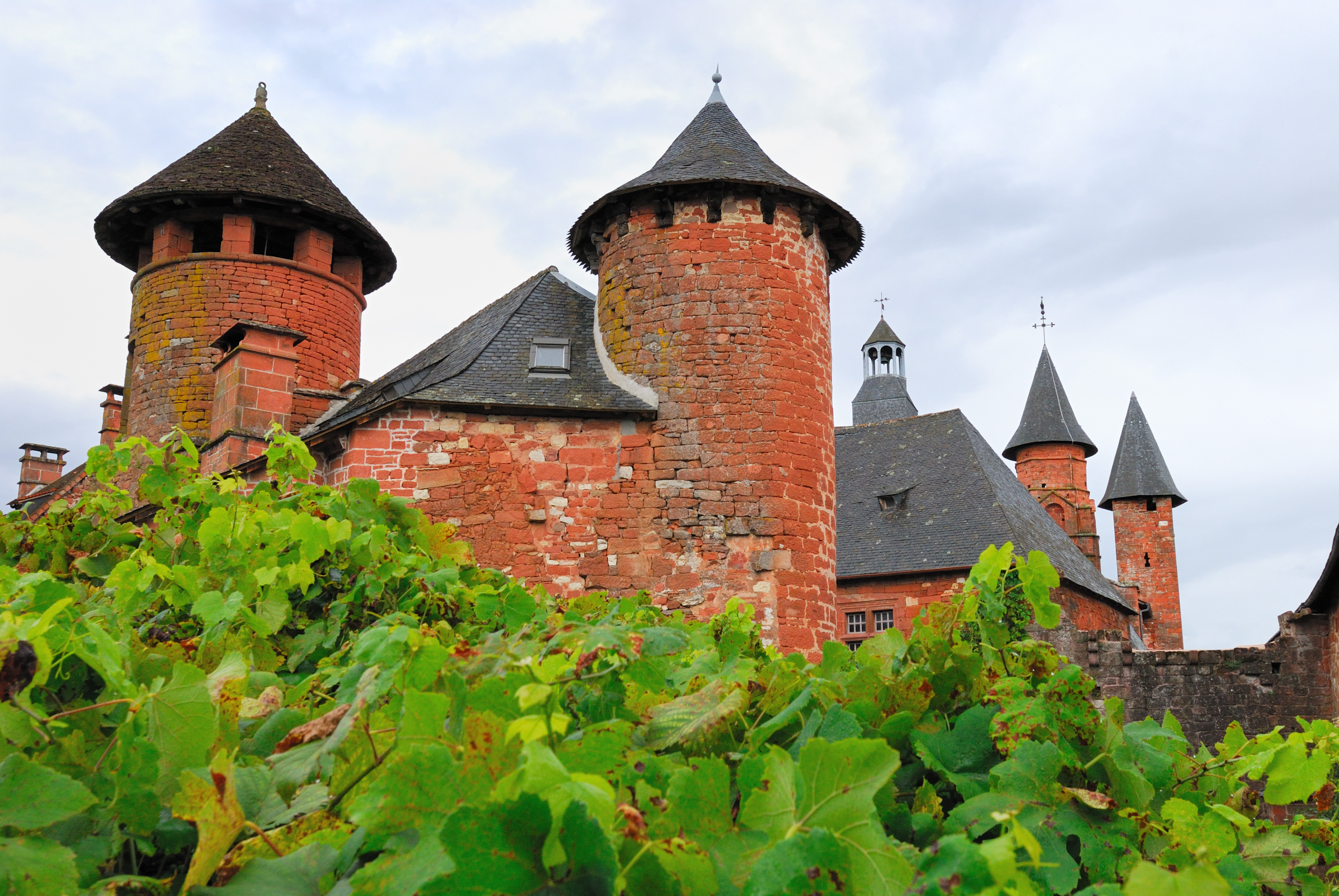
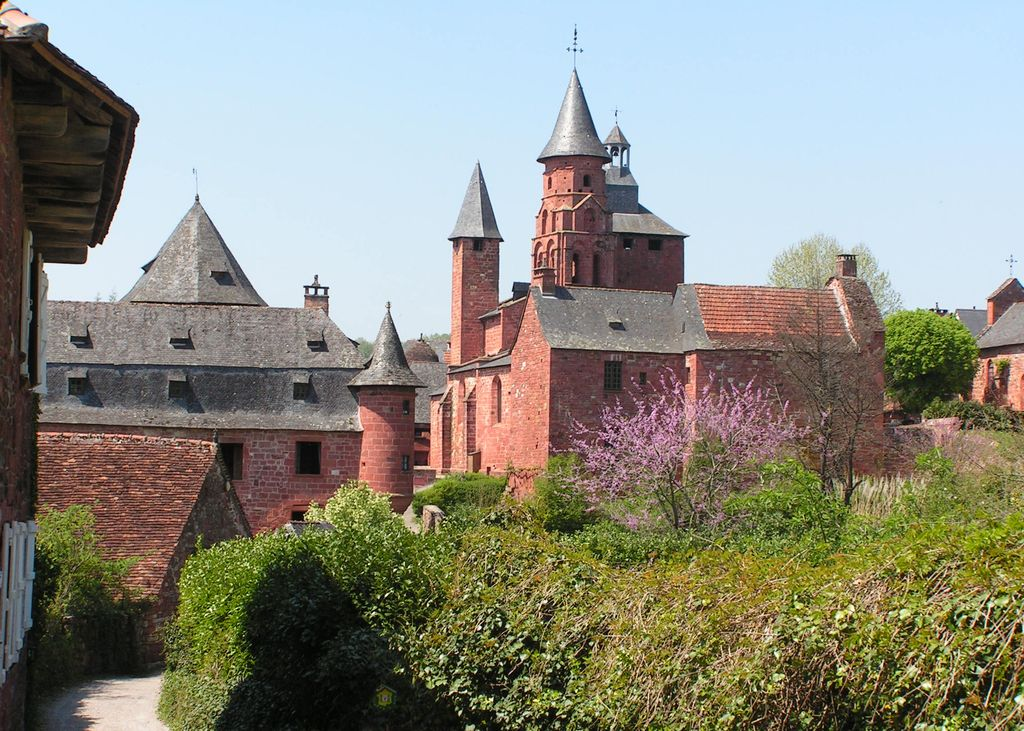
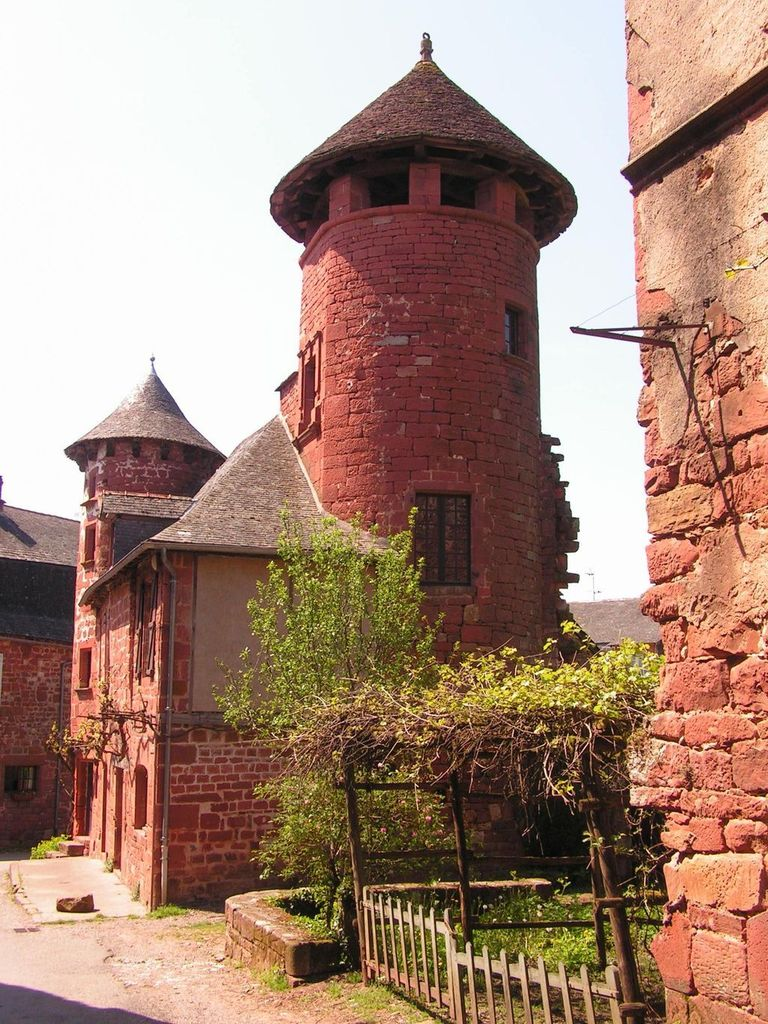
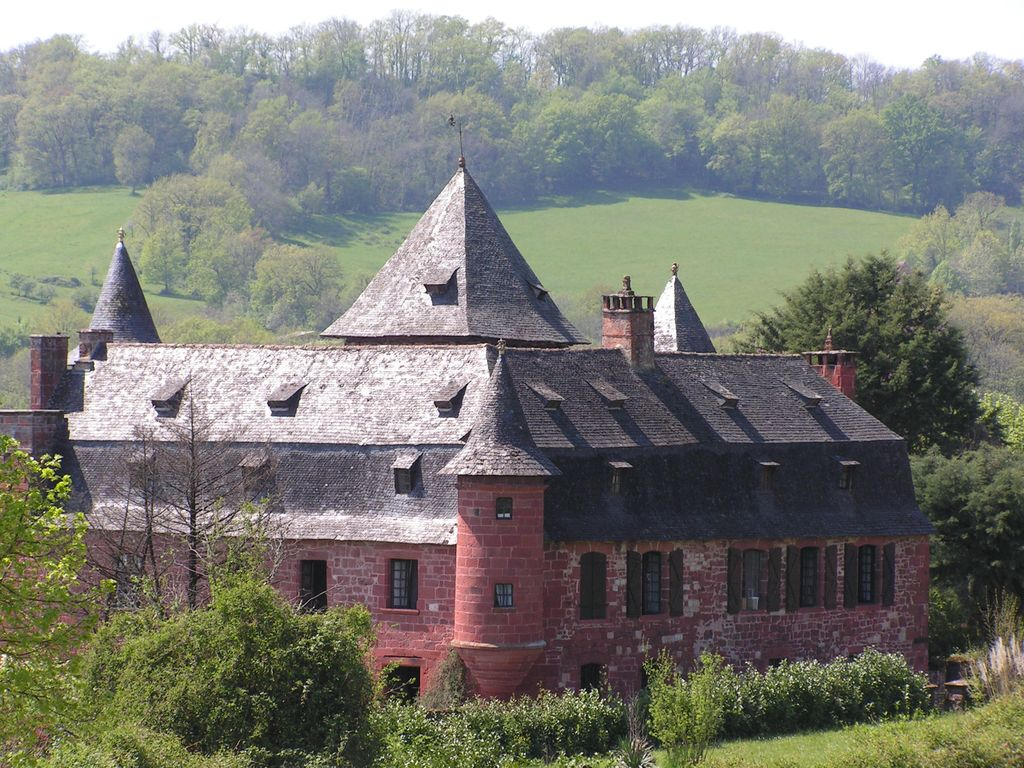
カステル・ド・ヴェシナック
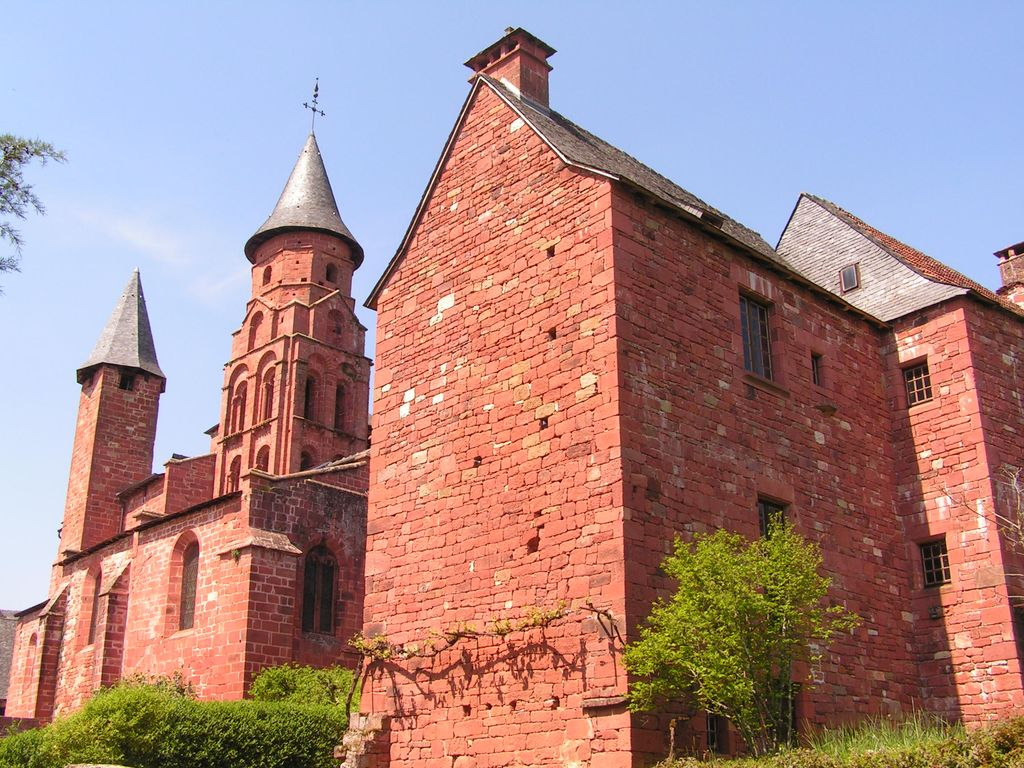

## 文化

### 映画
コロンジュで以下の映画作品が撮影された
- 『にんじん』（Poil de carotte） 1932年、監督ジュリアン・デュヴィヴィエ
- 『騎士パルダヤン』（Le Chevalier de Pardaillan）　1962年、監督ベルナール・ボルドリー

### 郵趣
1982年7月3日、メゾン・ド・シレーヌを意匠とした3フラン切手が発行された。